# مالی آماری
مالی آماری ([Statistical finance] Error: {{Lang-xx}}: متن دارای نشانه‌گذاری ایتالیک است (راهنما))، کاربرد اکونوفیزیک در بازارهای مالی است که به جای استفاده از ریشه‌های هنجاری (به انگلیسی: normative roots) که در بیشتر حوزه‌های دانش مالی استفاده می‌شود، از چارچوبی اثبات گرایانه استفاده می‌کند که شامل نمونه‌هایی از فیزیک آماری با تأکید بر خواص برآینده یا جمعیِ (به انگلیسی: emergent or collective properties) بازارهای مالی می‌باشد. نقطهٔ آغازین این روش در درک بازارهای مالی، حقایق ساده شده‌ای است که به‌طور تجربی، مشاهده شده‌اند.
بخش‌های این تعریف، در ادامه توضیح داده می‌شود.

## حقایق ساده شده
1. بازارها با حباب‌های نوسان قیمت، مشخص و متمایز می‌شوند.
2. تغییرات قیمت در بازارهای «گاو نر» کم نوسان تر از بازارهای «خرس» است.
3. همبستگی تغییر قیمت، با نوسان‌های بالاتر، قوی تر است و خودهمبستگی، به سرعت میرا می‌شود.
4. تقریباً همهٔ داده‌های واقعی، رویدادهایی حاد تر از آنچه که مورد ظن است، دارند.
5. همبستگی نوسان، به آرامی از بین می‌رود.
6. حجم معاملات، دارای حافظه به همان شکلی است که نوسانات از آن برخوردارند.
7. تغییرات گذشتهٔ قیمت با نوسانات آتی، همبستگی منفی دارد.

## اهداف تحقیق
مالی آماری بر سه حوزه تمرکز دارد:
1. تحقیقات تجربی متمرکز بر کشف ویژگی‌های آماری جالب در داده‌های سری زمانی با هدف گسترش و تحکیم حقایق ساده شدهٔ شناخته شده.
2. استفاده از این یافته‌های مکشوف، به منظور ساخت و اجرای مدل‌هایی که به شیوه‌ای بهتر، اوراق مشتقه را قیمت گذاری می‌کنند و حرکت قیمت سهام را پیش‌بینی می‌کنند با تأکید بر روش‌ها و مدل‌های غیرگوسی.
3. مطالعهٔ رفتار برآینده یا جمعی در بازارهای شبیه‌سازی شده و واقعی، به منظور پرده برداشتن از مکانیسم‌های مسئولِ حقایق ساده شدهٔ مشاهده شده، با تأکید بر مدل‌های عامل‌محور.

## مالی رفتاری و مالی آماری
مالی رفتاری تلاش می‌کند ناهنجاری‌های قیمتی را از نظر سوگیری‌های رفتاری اشخاص تشریح کند، و بیشتر با خود عوامل (اشخاص) سروکار دارد و کمتر به رفتاری تجمیعی عوامل (به انگلیسی: agents) توجه می‌کند. مالی آماری، با خواص برآینده‌ای سروکار دارد که برخاسته از سیستمی است که در آن عوامل زیادی در تقابل با یکدیگرند و از این طریق سعی می‌کند ناهنجاری‌های قیمت را از جهت رفتار جمعی تشریح کند. خواص برآینده، تا حد زیادی مستقل از منحصربه‌فرد بودنِ تک تک عوامل است زیرا این برآیند، وابسته به ماهیت «تقابل» عوامل می‌باشد و نه خود عوامل. این رویکرد، قویا مبتنی بر ایده‌هایی است که برخاسته از سیستم‌های پیچیده، گداز فاز، مفاهیم بحرانی در فیزیک (نظیر criticality و self-organized criticality)، مدل‌های غیر بسطی (انتروپی تی.سالیس را ببینید)، مدل‌های گوسیِ q (به انگلیسی: q-Gaussian Models)، و مدل‌های عامل محور هستند؛ چراکه این مدل‌ها می‌توانند برخی پدیده‌های داده‌های بازار مالی، حقایق ساده شده، به‌طور خاص حافظه بلندمدت و مقیاس گذاری بر اساس تقابلات بلندمدت را بازیابی کنند.

## نقدها
اگر از درون به موضوع نگاه کنیم، نقد وارده بر این رویکرد این است که توصیف کورکورانهٔ بازارهای مالی در قالب مدل‌های فیزیک آماری، ناقص و مخدوش است زیرا این طور به نظر می‌رسد که این‌ها، به‌طور کامل با آنچه که ما دربارهٔ بازارهای مالی واقعی می‌دانیم، مطابقت ندارند. اول اینکه، معامله گرها، تا حد زیادی نویز ایجاد می‌کنند، اما همبستگی بلندمدت در میان خودشان، ایجاد نمی‌کنند. بازار در یک نقطهٔ بحرانی تعادلی نیست، پس بازار غیرتعادلیِ حاصل، باید جزییات تقابلات معامله گرها را منعکس کند (جهان شمولی، تنها برای یک کلاس بسیار محدود از بایفورکیشن قابل استفاده است، و بازار در جایگاه بایفورکیشن قرار ندارد). حتی اگر مفهوم تعادل ترمودینامیکی نه در سطح عوامل، بلکه در سطح مجموع آن‌ها در نظر گرفته شود، باز هم پیکربندی‌های پایدار (stable configurations) مشاهده نخواهد شد. بازار، به صورت خودانتظام، در یک تعادل آماری پایدار قرار نمی‌گیرد (اگر در چنین تعادلی هم باشد، ناپایدار خواهد بود). اگرچه بازارها می‌توانند در مفهوم مدل‌های نقطه تکین، از این خودانتظامی برخوردار باشند، اما دست بردن در این مدل‌ها دشوار است. اگر چه سیستم‌های پیچیده هرگز به معنای وسیع تعریف نشده‌اند، بازارهای مالی، معیار منطقی ای را فراهم می‌کنند که سیستم‌های پیچیدهٔ تطبیق پذیر، در نظر گرفته شوند. همچنین، «حقایق ساده شده» بازارهای مالی و فروضی که در این رویکرد در نظر گرفته شده، عملاً در بازارهای فارکس واقعی دیده نمی‌شود، حتی اگر در بازارهای سهام مشاهده شود.
اگر از بیرون بنگریم، این رویکرد نگاه خطرناکی به دانش مالی دارد به طوری که مورد نقد برخی اقتصاددان‌های هترودوکس قرار گرفته به چند دلیل:
1. فقدان آگاهی از کاری که در درون خود اقتصاد انجام شده‌است.
2. مقاومت دربرابر روش‌های آماری دقیق تر و قوی تر.
3. باور به اینکه می‌توان در بسیاری از حوزه‌های فعالیت اقتصادی، قوانین تجربی جهانی پیدا کرد.
4. مدل‌های نظری ای که برای توضیح پدیده‌های تجربی، استفاده می‌شوند.

در پاسخ به این نقدها نیز ادعاهایی وجود دارد. این دفاعیه، از استفادهٔ استعارات فیزیکی طرفداری نمی‌کند اما از به کارگیری رویکردهای تجربی جایگزینِ «اکونوفیزیک» حمایت می‌کند.
برخی از ادعاهای کلیدی، از جهت روش‌های تحلیل داده، مورد سؤال قرار گرفته‌اند.
برخی ایده‌های برخاسته از علوم غیرخطی و فیزیک آماری، در بهبود درک ما از بازارهای مالی، مفید بوده‌اند، و هنوز هم ممکن است به کار بیایند، اما الزامات تحلیلی خاصی که این رویکردها دارند تا در مدل‌های مالی قابل استفاده شوند، ظاهراً به عنوان یک موضوع در مالی، منحصر به فرد است. کاستی‌های بسیاری در این رویکرد وجود دارد، اما به نظر می‌رسد که رویکرد متعارفی که بر اساس بهینه کردن رفتار اشخاص با اطلاعات و ترجیحات مشخص و با فرض تجمع در نقطهٔ تعادل جود دارد، حتی مشکل ساز تر هم هست.
پیشنهاد شده‌است که ما باید در طرز فکر خود در امور مالی و اقتصاد تغییر ایجاد کنیم و به سمت روش‌های علوم طبیعی حرکت کنیم. شاید لازم است که دانش مالی را، بیشتر مثل علوم مشاهده‌ای (observational science) در نظر بگیریم، که در آن 'بازار'، جایی است که باید به همان شیوه‌ای که 'جهان' در کیهان شناسی، یا 'اکوسیستم' در علوم محیط زیست، رصد می‌شوند، مورد مشاهده قرار گیرد. در اینجا، می‌توان با آزمایش‌های محلی، به اصول محلی پی برد، اما در سحطی جهانی، بدون بازتولی سیستم، این کار دشوار است. در این جا، دانشی که به آن نیاز خواهیم داشت، تا حد زیادی مبتنی بر تکثرگرایی خواهد بود. (ر. ک تکثرگرایی علمی، دیدگاهی که بیان می‌کند برخی پدیده‌های مشاهده شده در علم، نیازمند توضیحات چندگانه برای اثبات ذات خود هستند). چنان‌که در بیشتر علومی که با پیچیدگی سروکار دارند، به جای استفاده از یک چارچوب ریاضی واحد که با آزمایش قابل تأیید است، از این روش چندگانه استفاده می‌شود.